# گلیام پرلیک
گلیام پرلیک (به لاتین: Golyam Perelik) یک قله در بلغارستان است که در استان اسمولیان واقع شده‌است. گلیام پرلیک ۲٬۱۹۱ متر بالاتر از سطح دریا واقع شده‌است.